# Agetes
Agetes (Agetas, Ἀγήτας) fou el comandant en cap o estrategos de la Lliga Etòlia el 217 aC, que va dirigir una incursió a Acarnània i Epir, països que va assolar.